# 江畑謙介
江畑 謙介（えばた けんすけ、1949年3月23日 - 2009年10月10日）は、日本の軍事評論家。元拓殖大学海外事情研究所客員教授。

## 略歴・人物
千葉県銚子市生まれ。銚子市立銚子高等学校を経て、上智大学理工学部機械工学科卒業、上智大学大学院理工学研究科機械工学専攻博士後期課程修了。
イギリスの防衛専門誌『ジェーンズ・ディフェンス・ウィークリー』日本特派員、通商産業省産業構造審議会「安全保障貿易管理部」臨時委員、スウェーデン・ストックホルム国際平和研究所（SIPRI）客員研究員、防衛庁防衛調達適正化会議議員、内閣官房情報セキュリティ専門調査会委員、経済産業省産業構造審議会安全保障貿易管理小委員会委員、日本国際フォーラム付属「日本予防外交センター」運営委員、外務省「対外情報機能強化に関する懇談会」委員などを歴任。
大学在学中に海上自衛隊の一般幹部候補生試験を受けるが、身体検査で不合格となり、大学卒業後は民間企業へ就職する。しかし、江畑が望んだ潜水艦関係の部署に配属されなかったために退社し大学院へ進学。大学院在学中は『丸』、『航空情報』、英『ジェーン年鑑』などの軍事雑誌へ記事を投稿し、その原稿料を学費に充てたという。1983年頃に『ジェーンズ・ディフェンス・ウィークリー』の初めての日本特派員となる。
1991年の湾岸戦争時に当初はスタッフに解説する予定だったが、テレビ出演したことで一般への認知度が広まった。テレビ出演ではベレー帽をかぶったようなと形容された江畑の独特な髪型も話題になり、当時はお笑いのネタにもされた。江畑本人は「髪の毛がもっとあれば、こんな髪型しないよ」とこぼし、人に見られることを嫌がり公共交通機関を使わなかったという。
その後もアメリカのアフガニスタン侵攻やイラク戦争、さらには北朝鮮のミサイル発射、核実験など有事になるたびにテレビ番組に出演するようになる。出演する放送メディアはほぼNHKのみに限られていた。
2005年に肺線維症と診断され、余命5年と宣告される。2009年10月10日、千葉県木更津市内の病院で呼吸不全のため死去した、60歳。

## 著書

### 単著
- 『攻撃ヘリのすべて――戦車が最も恐れる兵器』(原書房, 1985年 ISBN 4562015373／「攻撃ヘリコブラ＆アパッチ」に改題, 新装版, 1996年 ISBN 4562027657)
- 『軍用ヘリのすべて――戦いを変えた万能兵器』(原書房, 1987年 ISBN 4562018925)
- 『艦載ヘリのすべて――変貌する現代の海洋戦』(原書房, 1988年 ISBN 4562019743)
- 『新軍事考――湾岸戦争にみる武力の本質』(光文社, 1991年 ISBN 4334970648)
- 『兵器マフィア――武器秘密取引の内幕』(光文社, 1992年 ISBN 4334970680)
- 『これでわかった世界の新秩序と軍事力――冷戦後の軍事戦略はどうなっているのか』(PHP研究所, 1992年 ISBN 4569538029)
- 『江畑謙介の戦争戦略論1――中国が空母をもつ日』(徳間書店, 1994年 ISBN 4198600570)
- 『江畑謙介の戦争戦略論2――日本が軍事大国になる日』(徳間書店, 1994年 ISBN 4198600589)
- 『兵器と戦略』(朝日新聞社, 1994年 ISBN 4022596058)
- 『軍事力とは何か――日本の防衛を考えるために』(光文社, 1994年 ISBN 4334060919)
- 『「軍事大国」日本の行方――アジアの軍事情勢と日本の安全保障を考える』(ベストセラーズ, 1995年 ISBN 4584182108)
- 『殺さない兵器――新しい時代の新しい兵器』(光文社, 1995年 ISBN 4334971040)
- 『ロシア――迷走する技術帝国』(NTT出版, 1995年 ISBN 4871883892)
- 『世界軍事ウオッチング』(時事通信社, 1996年 ISBN 4788796244)
- 『アメリカの軍事戦略』(講談社［講談社現代新書］, 1996年 ISBN 4061493191)
- 『世界軍事ウオッチング Part2』(時事通信社, 1997年 ISBN 4788797267)
- 『日本の安全保障』(講談社［講談社現代新書］, 1997年 ISBN 4061493752)
- 『インフォメーション・ウォー――狙われる情報インフラ』(東洋経済新報社, 1997年 ISBN 4492210989)
- 『使える兵器使えない兵器――人が命を託して使う道具（上・下）』(並木書房, 1997年 ISBN 4890630856 ISBN 4890630864)
- 『世界軍事・兵器情勢 '98――漂流する兵器・拡散する戦争』(時事通信社, 1998年 ISBN 4788798271)
- 『兵器の常識・非常識（上・下）』(並木書房, 1998年 ISBN 4890630953／2002年 ISBN 4890631542)
- 『情報テロ――サイバースペースという戦場』(日経BP社, 1998年 ISBN 4822241165)
- 『世界の紛争 日本の防衛――新しい時代の新たな脅威』(PHP研究所, 1999年 ISBN 4569604722)
- 『こうも使える自衛隊の装備――21世紀の軍隊とその役割』(並木書房, 1999年 ISBN 4890631054)
- 『安全保障とは何か――脱・幻想の危機管理論』(平凡社［平凡社新書］, 1999年 ISBN 4582850049)
- 『日本の軍事システム――自衛隊装備の問題点』(講談社［講談社現代新書］, 2001年 ISBN 4061495437)
- 『2015世界の紛争予測』(時事通信社, 2001年 ISBN 4788701650)
- 『強い軍隊、弱い軍隊――抑止力としての軍備』(並木書房, 2001年 ISBN 4890631356)
- 『最新・アメリカの軍事力――変貌する国防戦略と兵器システム』(講談社［講談社現代新書］, 2002年 ISBN 4061495941)
- 『これからの戦争・兵器・軍隊――RMAと非対称型の戦い（上・下）』(並木書房, 2002年 ISBN 4890631534 ISBN 4890631542)
- 『21世紀の特殊部隊（上・下）』(並木書房, 2004年 ISBN 4890631739 ISBN 4890631747)
- 『日本防衛のあり方――イラクの教訓、北朝鮮の核』(KKベストセラーズ, 2004年 ISBN 4584188173)
- 『情報と国家――収集・分析・評価の落とし穴』(講談社［講談社現代新書］, 2004年 ISBN 4061497391)
- 『米軍再編』(ビジネス社, 2005年 ISBN 4828411895／増補版, 2006年)
- 『情報と戦争』(NTT出版, 2006年 ISBN 4757101791)
- 『日本の防衛戦略』(ダイヤモンド社, 2007年 ISBN 4478001901)
- 『軍事とロジスティクス』(日経BP社, 2008年 ISBN 4822246469)
- 『日本に足りない軍事力』(青春出版社［青春新書］, 2008年 ISBN 4413042115)

### 共著
- 堀元美、今井今朝春との共著『日本海恐怖の潜水艦戦争：ここまできた米ソ海底戦略』（ワールドフォトプレス、1976年）
- 木俣磁郎との共著『大海戦：クライマックスシリーズ』（ワールドフォトプレス、1976年）
- 堀元美との共著『新・現代の軍艦：その技術と運用』（原書房、1987年）
- 斎藤志郎、小島朋之、谷野作太郎、木村哲三郎、友田錫との共著『日本とアジア：新しい精神の絆を求めて』（アジア研究所叢書、1993年）
- 渡辺利夫、岡崎久彦、中嶋嶺雄、小島朋之との共著『「台湾問題」の先にある日本の危機：緊急提言田中真紀子外相に捧ぐ』（ビジネス社、2001年）
- 田中明彦、高山正之、春名幹男、森本敏、山内昌之との共著『二十一世紀型の戦争：テロリストの恐怖。日本は大丈夫か？』（角川書店、2001年）
- 小林煕直、友田錫、津上俊哉、阿部純一ほかとの共著『中国の台頭と日本』（アジア研究所叢書、2006年）
- 半藤一利、秦郁彦、前間孝則、鎌田伸一、戸髙一成、兵頭二十八、福田和也、清水政彦との共著『零戦と戦艦大和』（文藝春秋、2008年）

### 訳書
- A・プライス / J・エセル『空戦フォークランド』（原書房, 1984年 ISBN 4562014628）
- エドワード・ルットワーク『ペンタゴン――知られざる巨大機構の実体』（光文社, 1985年 ISBN 4334960146）
- ビル・スウィートマン『軍用機の最先端――90年代の航空テクノロジー』（原書房, 1985年 ISBN 4562015756）
- ウィリアム・J・ブロード『SDIゲーム――スター・ウォーズの若き創造主たち』（光文社, 1986年 ISBN 4334960197）
- ビル・ガンストン/マイク・スピック『図解・現代の航空戦――エア・パワー最前線』（原書房, 1986年 ISBN 4562016272）
- ディック・ファン・デル・アート『空のスパイ戦争――上空1万メートルで何が起こっているか』（光文社, 1988年 ISBN 4334960359）
- ロン・ノルディーン Jr.『現代航空戦史事典――軍事航空の運用とテクノロジー』（原書房, 1988年 ISBN 4562019344）
- リチャード・コンプトン＝ホール『潜水艦対潜水艦――深海の知られざるハイテク戦争』（光文社, 1989年 ISBN 4334960464）
- ジョージ・ウイルソン『スーパーキャリアー』（並木書房, 1991年 ISBN 4890630295）
- ヘンリー・ジーベル『ガンシップ』（光文社, 1993年 ISBN 4334960626）
- リチャード・ハンブル『第二次大戦の潜水艦』（三省堂, 1993年 ISBN 4385158614）
- トレヴァー・デュピュイ『いまから起こる10の戦争』（早川書房, 1993年 ISBN 4152078103）
- ジェフリー・Ｔ・リッチェルソン『世界史を動かすスパイ衛星』（光文社, 1994年 ISBN 4334960731）
- ビル・ガンストン/マイク・スピック『新版 図解・現代の航空戦――エア・パワー最前線』（原書房, 1995年 ISBN 4562026758）
- ピーター・マース『海底からの生還』（光文社, 2001年 ISBN 4334961126/光文社文庫, 2005年 ISBN 433476150X）